# Nitocrella negreai
Nitocrella negreai är en kräftdjursart som beskrevs av Petkovski 1973. Nitocrella negreai ingår i släktet Nitocrella och familjen Ameiridae. Inga underarter finns listade i Catalogue of Life.